# Wünjo
Wünjo est un groupe de nu metal français, originaire de Paris, en Île-de-France. Formé en 1997, le groupe compte un total de deux albums studio – Extralucide en 2003, et Resistance Deluxe en 2005 – et un EP – Ventonline en 2000 – avant de cesser ses activités en 2008. Ce groupe faisait partie de la Team Nowhere. Son style est un mélange de rock dur et engagé, qui se démarque du modèle anglo-saxon surtout par l'utilisation du français dans son texte.

## Biographie
Wünjo est initialement formé en 1998 sous le nom de Nomad. Le groupe change pour Wünjo aux alentours de 1999. À cette période, le groupe se joint au collectif Team Nowhere,. En 2000, Wünjo publie l'EP sept titres Ventoline, qui compte plus de 5 000 exemplaires vendus. L'EP permet au groupe de tourner avec des groupes internationaux tels qu'Anthrax et Motörhead, et nationaux comme AqME, Pleymo, et Enhancer.
En 2003, Wunjo signe au label At(h)ome, et publie son premier album studio, intitulé Extralucide dans toute la France. L'album comprend des chansons alliant alternances entre mélodies et hurlements ou mots « phrasés limite parlés, rapés, mélodiques ou déchirés. » Deux ans plus tard, le 25 avril 2005 sort le deuxième album studio du groupe, Resistance Deluxe, toujours au label At(h)ome. Il est généralement bien accueilli par la presse spécialisée, à quelques divergences près.
Le groupe se sépare en 2008. Niko (le batteur) et Matt (guitare) ont depuis formé Bukowski avec le frère de Matt (qui jouait auparavant dans le groupe Kwamis) à la basse. Flav', lui, reprend du service au sein de Vera Cruz.

## Membres

### Derniers membres
- Flavien Cheminant - chant
- Aurelien Bellenguez - guitare
- Mathieu Dottel - guitare
- Gaetan Tomasello - basse
- Nicolas Nottey - batterie

### Anciens membres
- Chris - guitare (2000-2004)
- Pétaire - chœurs, percus, claviers (2003)